# Susi Dahlmeier
Susi Dahlmeier (* 1971 als Susi Buchwieser) ist eine ehemalige deutsche Mountainbikerin.

## Werdegang
Dahlmeier wuchs in Grainau auf und war zunächst Mittelstreckenläuferin im Bayernkader. Zum Mountainbikesport kam sie mit 16 Jahren durch ihre Schwester Regina. Im Jahr 1988 gewann sie in Garmisch-Partenkirchen einen Lauf des Grundig Cup, des Vorgängers des heutigen UCI-Mountainbike-Weltcups, im Dual Slalom und im Cross-Country. Es folgte ein weiterer Sieg im Grundig Cup im Jahr 1989.
Nach Anerkennung des Mountainbikesports durch die UCI wurde Dahlmeier im Jahr 1990 Deutsche Meisterin im Cross-Country und damit die erste Titelträgerin in der neuen Disziplin überhaupt. 1992 gewann sie den zweiten Titel in der Disziplin. International gewann sie im Jahr 1992 ein Weltcup-Rennen im Cross-Country. Ihr größter Erfolg war der Gewinn der Mountainbike-Europameisterschaften im Downhill im Jahr 1992. Bei den UCI-Mountainbike-Weltmeisterschaften wurde sie 1991 Sechste im Downhill und Zehnte im Cross-Country, 1992 Vierte und erneut Zehnte.
Nach ihrer ersten Babypause wechselte sie zum Mountainbike-Marathon und gewann 1994 die Grand Raid Cristalp. Im Jahr 1999 gewann sie nach ihrer zweiten Babypause zusammen mit ihrem Ehemann die Mixed-Wertung der Transalp Challenge.
Heute (2021) arbeitet Dahlmeier als Goldschmiedin und Schmuckdesignerin.

## Familie
Susi Dahlmeier ist die Mutter der Biathletin Laura Dahlmeier (1993–2025) und die Schwester von Regina Stiefl (geboren 1966 als Regina Buchwieser), ebenfalls ehemalige professionelle Mountainbike-Fahrerin.

## Erfolge
1990
- Deutsche Meisterin – Cross-Country

1992
- Europameisterin – Downhill
- Deutsche Meisterin – Cross-Country
- ein Weltcup-Rennen – Cross-Country

1994
- Grand Raid Cristalp

1999
- Transalp Challenge Mixed